# Tourouvre
Tourouvre è un comune francese di 1 672 abitanti situato nel dipartimento dell'Orne nella regione della Normandia.
Qua nacque il funzionario Jean Juchereau De Maur. 

## Società

### Evoluzione demografica
Abitanti censiti